# Mošćanica
Mošćanica (en cyrillique : Мошћаница) est un village de Bosnie-Herzégovine. Il est situé sur le territoire de la ville de Zenica, dans le canton de Zenica-Doboj et dans la fédération de Bosnie-et-Herzégovine. Selon les premiers résultats du recensement bosnien de 2013, il compte 619 habitants.
Avant 1991, le territoire du village était rattaché aux localités de Dvor, Krivići et Sidica ; depuis 1991, le village, qui regroupe ces localités, est recensé comme une entité administrative à part entière.

## Démographie

### Évolution historique de la population dans la localité
| 1948 | 1953 | 1961 | 1971 | 1981 | 1991 | 2013 |
| ---- | ---- | ---- | ---- | ---- | ---- | ---- |
| -    | -    | -    | -    | -    | 826  | 619  |

|  |

### Communauté locale
En 1991, la communauté locale de Mošćanica comptait 834 habitants, répartis de la manière suivante :